# Smalti e cammei
Smalti e cammei (Émaux et camées) è una raccolta di 37 liriche ottosillabiche scritte da Théophile Gautier e pubblicate nel 1852.
Anche se le prime poesie risentono dell'estetica romantica (La comédie de la mort, España), nelle altre la poetica di Gautier si avvicina al formalismo, annunciando in alcune il movimento parnassiano. Le liriche diventano quindi raffinate e virtuose caratterizzate da una bellezza formale, senza perdere comunque la loro carica emozionale.

## Edizioni italiane
- Smalti e cammei, trad. Luigi Volpicella, Pontremoli: Cavanna, 1925
- Smalti e cammei, a cura di Idolina Landolfi, Cava de' Tirreni: Avagliano, 2000 ISBN 88-8309-055-1